# 甘比亞跳棋
甘比亞跳棋（Choko），是流傳於甘比亞的跳棋遊戲，與西非跳棋類似。

## 棋具
- 棋盤為5x5棋格。
- 以兩色棋子區分敵我，每方十二枚。

## 規則
- 空枰開局。
- 每回合玩家可能執行兩種行動之一：
  - 放一己子在空位。
  - 移一己子至鄰邊空格；或跳過一枚鄰邊格的敵棋到同方向的緊連空格，然後把被跳過的敵棋移出棋盤，不可連跳吃，再選擇把場上任一敵棋移出棋盤。
- 先變權：可先改變行動種類的權利，遊戲開始由先行方先所有。有先變權的玩家在其回合可改執行另一種動作，下一手玩家若執行同種行動，則先變權仍屬於前者；反之換為後者。
- 消滅所有敵棋者獲勝[1]。

## 外部連結
- 遊戲下載[永久]